# Pectoral (bijou)
Pour les articles homonymes, voir Pectoral.

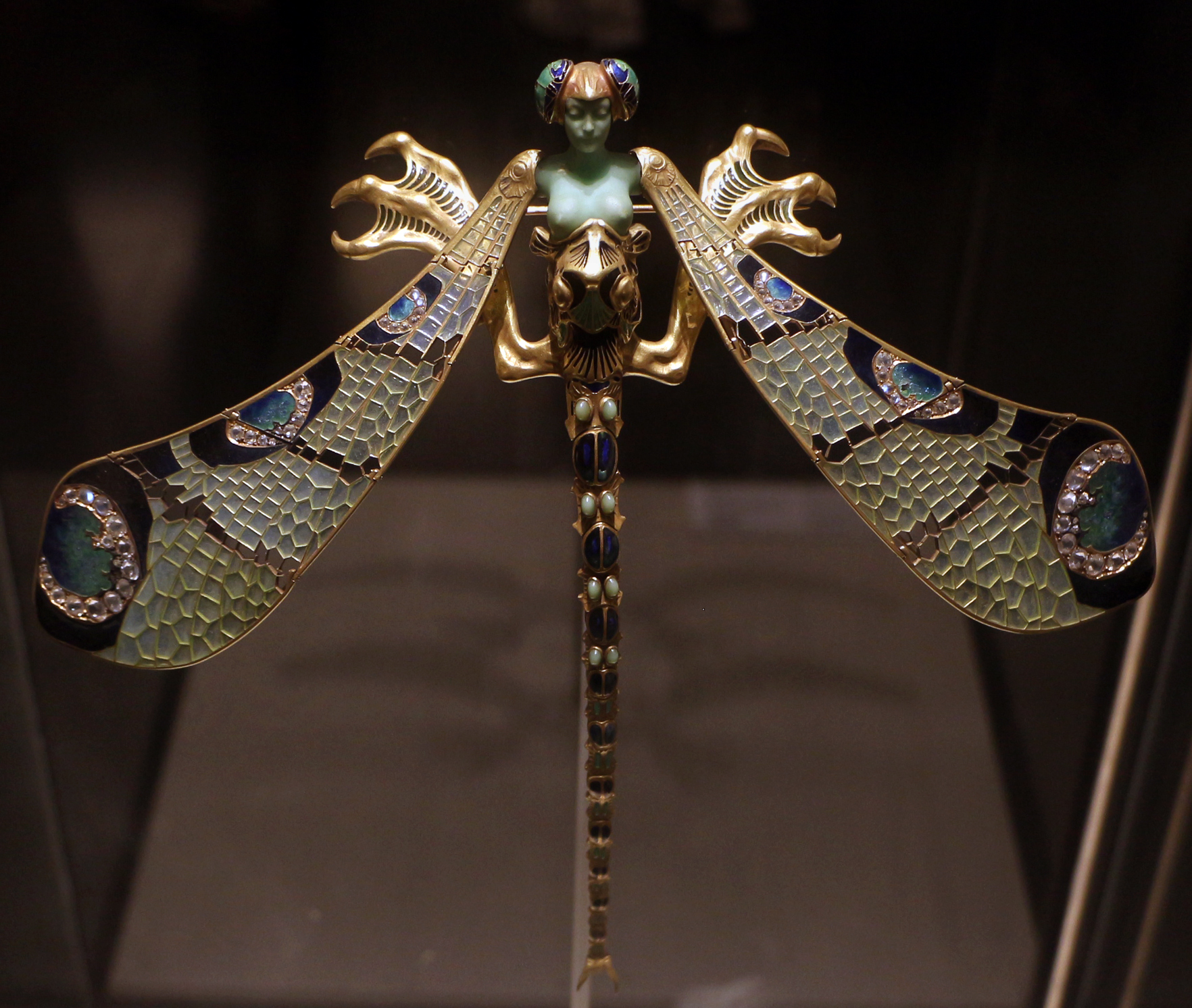
Pectoral à la libellule (vers 1897-1898) de René Lalique.
Fondation Gulbenkian, Lisbonne

Un pectoral (du latin pectoralis, « relatif à la poitrine ») est un ornement vestimentaire ou corporel — le plus souvent un bijou — porté sur le thorax.
De taille variable, il peut se présenter sous forme d'un simple motif suspendu au niveau du sternum, comme atteindre les dimensions d'un plastron. Il est fait de métal précieux, tissu, os ou toute autre matière.
Cet objet apparaît dès la plus haute Antiquité, dans l'Égypte ancienne comme chez les Hébreux. Il se rencontre également dans de nombreuses civilisations du bassin méditerranéen, de l'Asie, de l'Amérique précolombienne Nord et Sud, et chez les peuples premiers. Il tire son origine d'un besoin de protection magique.
Depuis la fin du XIXe siècle, dépouillé de toute signification occulte ou religieuse, le pectoral est redécouvert par la joaillerie moderne qui en fait parfois un usage spectaculaire.

## Origine du pectoral
La fonction originelle du pectoral est d'assurer la protection magique de celui qui le porte. Il se place sur une région exposée du corps humain qui abrite le cœur et les poumons, organes assurant deux fonctions vitales. Selon de nombreuses civilisations, c'est le siège de l'âme et du souffle originel. Le pectoral assure ainsi, en premier lieu, un rôle de défense et de « cuirasse magique ».
À cette première fonction, il en joint une seconde qui est de favoriser son porteur en attirant la bienveillance divine. Il se charge ainsi de signes symboliques, d'amulettes, de pierres magiques ou de messages destinés à susciter l'écoute du pouvoir surnaturel invoqué. De ce fait, selon le degré de raffinement des civilisations (et les matières premières dont elles disposent), l'objet peut prendre l'apparence d'un bijou précieux.
Une troisième fonction peut être dévolue à cet ornement, hors de toute mission religieuse ou magique : celle d'indiquer la position sociale de son détenteur. Ainsi, dans la Chine impériale, le pectoral fait partie intégrante du costume de cérémonie. Son dessin distingue le rang de celui qui le porte.
La dernière fonction, purement décorative, apparaît à l'époque contemporaine. Son emplacement sur la poitrine assurant une grande visibilité, le pectoral devient un ornement vestimentaire théâtral.

## Histoire

### Égypte antique

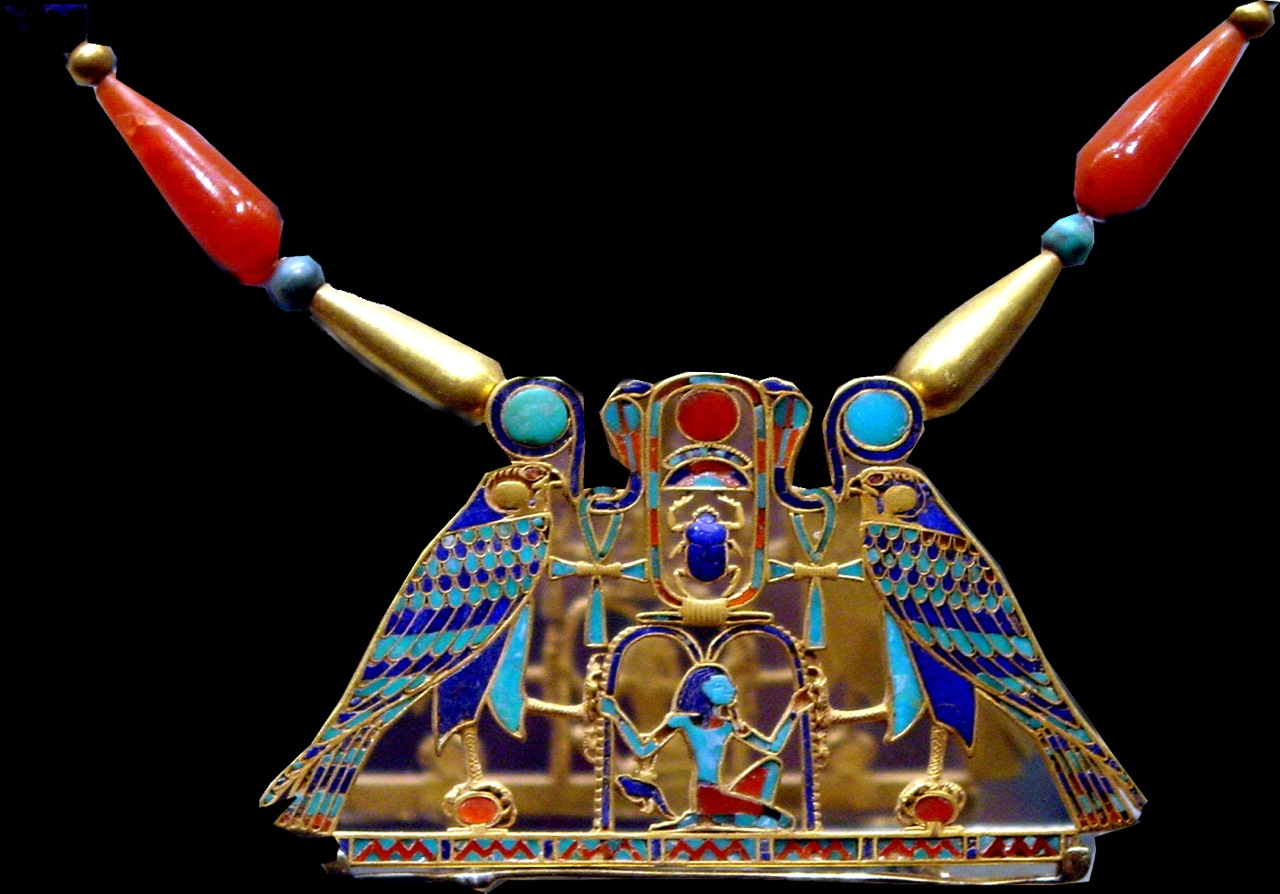
Pectoral de la princesse Sithathoriounet.

Le modèle du pectoral égyptien se présente sous deux formes. Il peut apparaître comme un collier rigide ou articulé, suspendu par une chaîne autour du cou et descendant jusqu'à mi poitrine, voire couvrant celle-ci. Il peut prendre aussi l'aspect d'une grande broche fixée par une épingle au niveau du cou ou du sternum.

### Proche-Orient sémitique et Hébreux
De nombreuses sources montrent l'utilisation du pectoral dans le Proche-Orient ancien. Notamment le trésor assyrien de Ziwiyé (VIIe siècle av. J.-C.), dans l'actuel Kurdistan iranien, qui révèle un pectoral « orné d'animaux et d'êtres fabuleux se dirigeant [...] vers un arbre de vie central ». Autre exemple, dans une figuration en bas-relief, le roi assyrien Shamash-Adad VII porte un pectoral en forme de croix de Malte.
Les Hébreux sont probablement influencés par le modèle assyrien. Le grand prêtre d'Israël porte en particulier un pectoral d'étoffe précieuse, brodé et orné de quatre rangées de trois pierres symbolisant les douze tribus d'Israël : la sardoine (pour la tribu de Ruben), la topaze (Gad), l'émeraude (Aser), l'escarboucle (Zabulon), le saphir (Juda), le diamant (Nephthali), l'agate (Dan), la hyacinthe (Issacar), l'améthyste (Lévi), la chrysolithe (Benjamin), la cornaline (Siméon) et le jaspe (Yossef).

### Europe du Sud
Au haut Moyen Âge, le pectoral est décrit chez les Lombards sous le terme de « nuska ». Il s'accompagne le plus souvent de bracelets métalliques, ce qui en fait une parure complète. Le vocable passe dans l'ancien français sous la forme nosque, noshce ou encore nusce qui se traduit par « collier », « pendant de collier ».

## Galerie

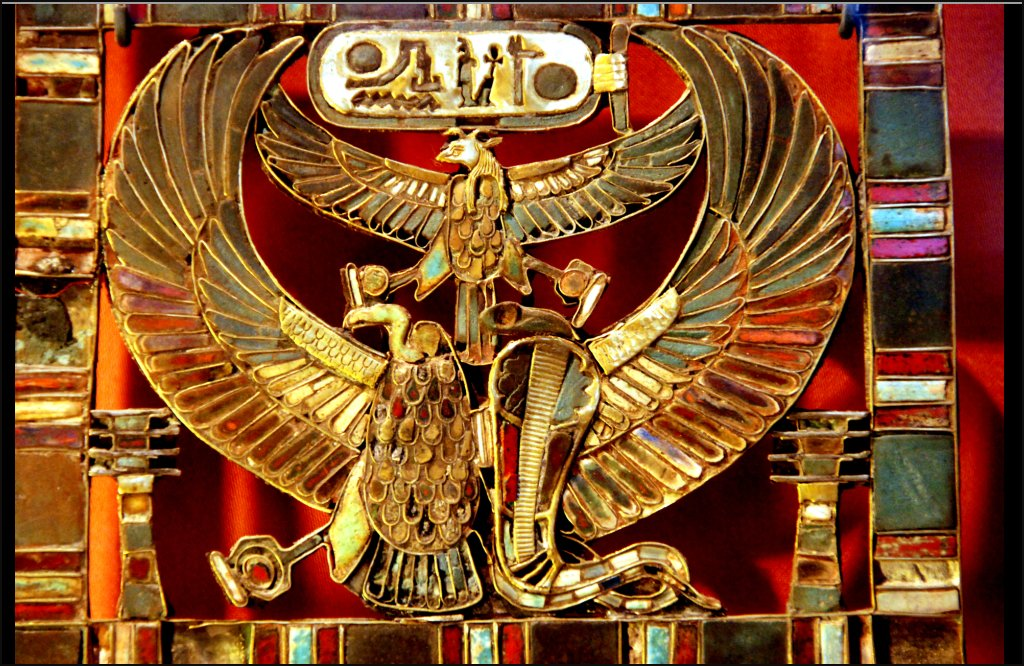
Pectoral égyptien, tombe du prince Khâemouaset (ca -1224)
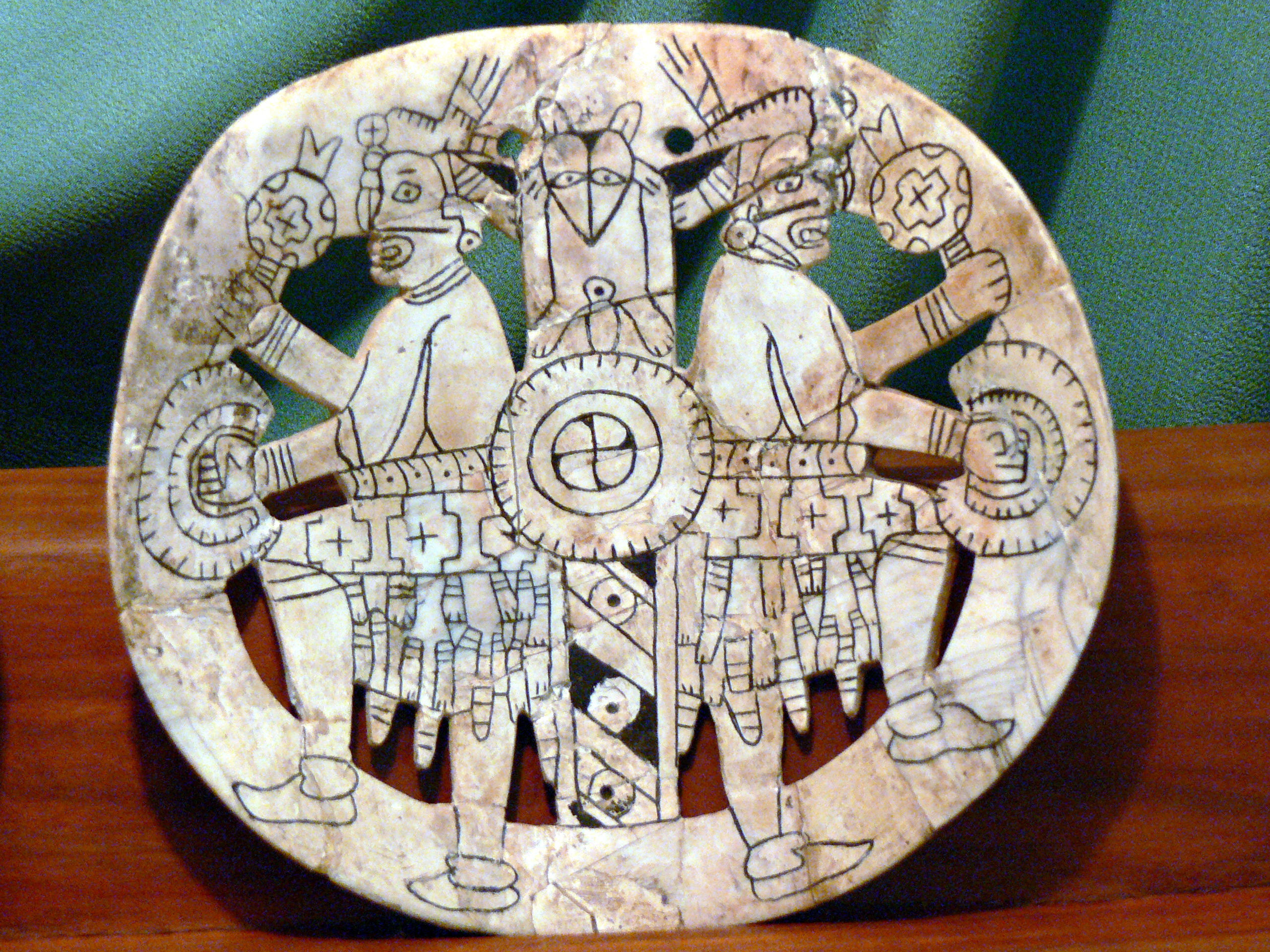
Pectoral amérindien en nacre, civilisation du Mississippi (IXe au XVIIe siècle)
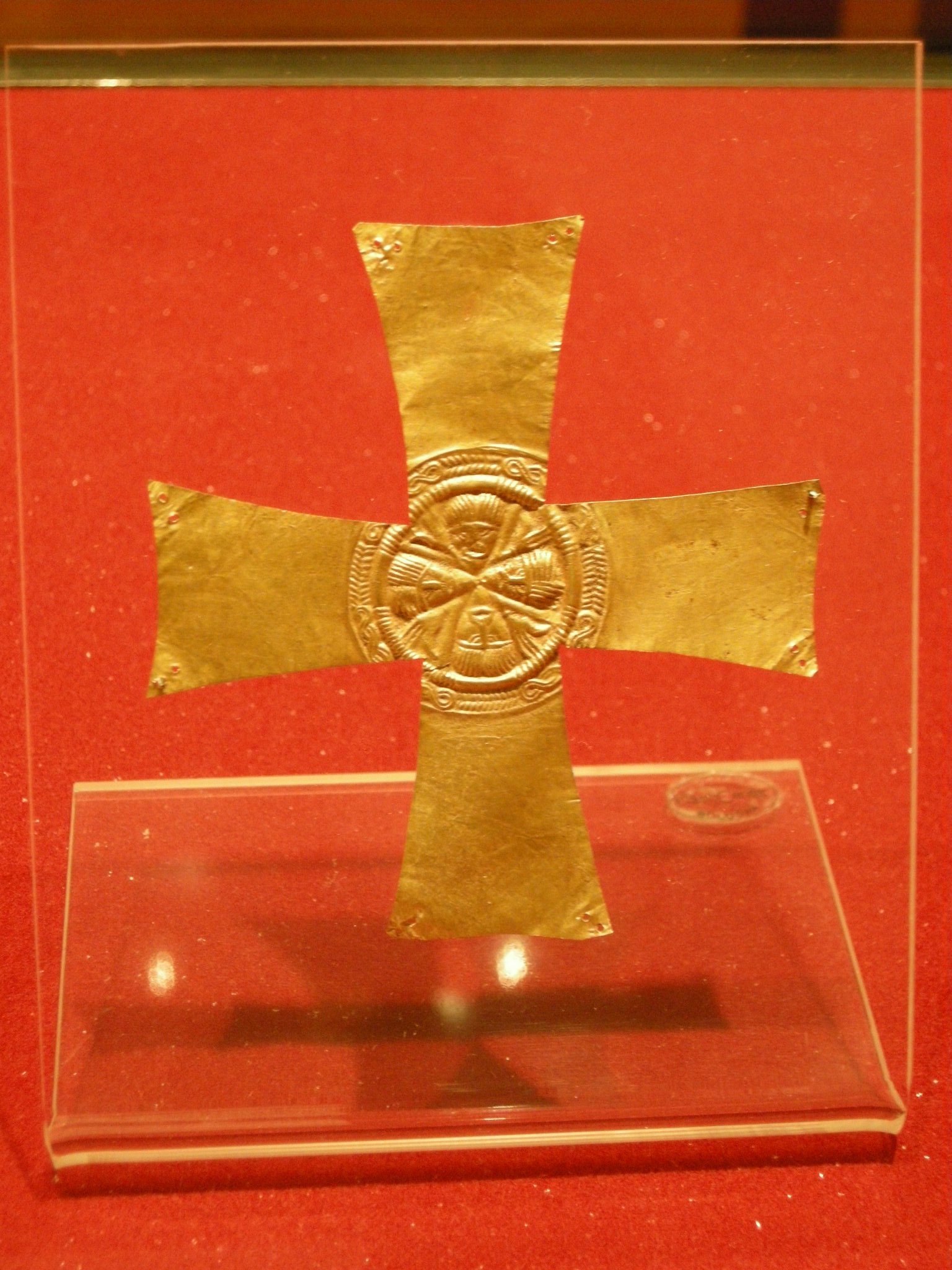
Croix pectorale lombarde, embossage sur feuille d'or (VIIe ou VIIIe siècle)
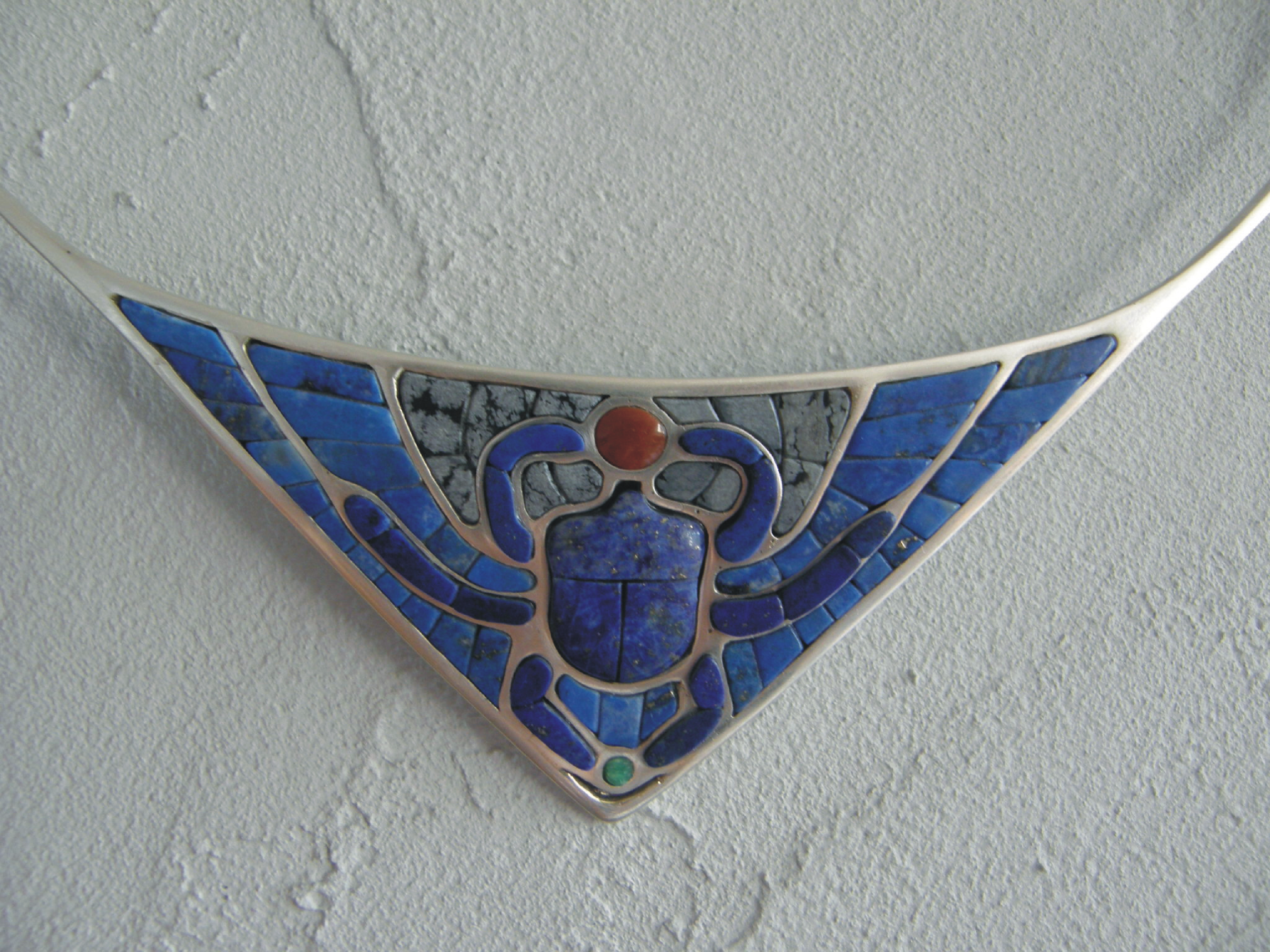
Pectoral contemporain en lapis, obsidienne, amazonite (Henrik Jan Dominiak, PL)